# Mrča
Mrče (cyr. Мрча) – wieś w Serbii, w okręgu toplickim, w gminie Kuršumlija. W 2011 roku liczyła 75 mieszkańców.